# Анново (Влоцлавський повіт)
Анново (пол. Annowo) — село в Польщі, у гміні Любранець Влоцлавського повіту Куявсько-Поморського воєводства.
Населення — 216 осіб (2011).
У 1975-1998 роках село належало до Влоцлавського воєводства.

## Демографія
Демографічна структура станом на 31 березня 2011 року:
|          | Загалом | Допрацездатний вік | Працездатний вік | Постпрацездатний вік |
| -------- | ------- | ------------------ | ---------------- | -------------------- |
| Чоловіки | 112     | 25                 | 74               | 13                   |
| Жінки    | 104     | 24                 | 56               | 24                   |
| Разом    | 216     | 49                 | 130              | 37                   |